# Мальта на летних Олимпийских играх 2004
Мальта принимала участие в Летних Олимпийских играх 2004 года в Афинах (Греция), но не завоевала ни одной медали.

## Состав олимпийской сборной Мальты

### Плавание
В следующий раунд на каждой дистанции проходили лучшие спортсмены по времени, независимо от места занятого в своём заплыве.
Мужчины
| Спортсмен  | Соревнование        | Предварительные заплывы | Предварительные заплывы | Полуфиналы | Полуфиналы | Финал                | Финал                |
| Спортсмен  | Соревнование        | Результат               | Место                   | Результат  | Место      | Результат            | Место                |
| ---------- | ------------------- | ----------------------- | ----------------------- | ---------- | ---------- | -------------------- | -------------------- |
| Нейл Агиус | 400 м вольный стиль | 4:22,14                 | 46                      |            |            | завершил выступление | завершил выступление |